# 箭齒龍屬
箭齒龍（學名：Belodon）意為「箭狀牙齒」，是植龍目的一個屬，生存於三疊紀晚期，化石發現於歐洲。模式種是B. plieningeri，是在1844年由克莉斯汀·艾瑞克·赫爾曼·汪邁爾（Christian Erich Hermann von Meyer）命名。在19世紀晚期到20世紀早期，劍齒龍常被視為是植龍、劍鼻鱷的異名。
之後有許多種被歸類於箭齒龍，包含：B. buceros、B. kapfii、B. lepturus、B. priscus、B. scolopax、B. validus。但目前只有模式種具有准确性。

## 外部連結
- https://web.archive.org/web/20070328204157/http://www.dinosauria.com/dml/names/phyto.htm